# Masaru Yamada
Masaru Yamada (山田 優, Yamada Masaru), né le 14 juin 1994, est un escrimeur japonais.

## Biographie
En 2014, il remporte les Championnats du monde juniors d'escrime à Plovdiv.

## Palmarès
- Jeux olympiques
  -  Médaille d'or par équipes aux Jeux olympiques de 2020 à Tokyo
  -  Médaille d'argent par équipes aux Jeux olympiques de 2024 à Paris

- Championnats du monde d'escrime
  -  Médaille d'or par équipes aux championnats du monde 2025 à Tbilissi
  -  Médaille de bronze en individuel aux championnats du monde 2025 à Tbilissi
  -  Médaille de bronze par équipes aux championnats du monde 2022 au Caire

- Championnats d'Asie d'escrime
  -  Médaille d'or par équipes aux championnats d'Asie d'escrime 2023 à Wuxi
  -  Médaille d'or aux championnats d'Asie d'escrime 2019 à Tokyo
  -  Médaille d'or par équipes aux championnats d'Asie d'escrime 2016 à Wuxi
  -  Médaille de bronze par équipes aux championnats d'Asie d'escrime 2022 à Séoul
  -  Médaille de bronze aux championnats d'Asie d'escrime 2019 à Tokyo
  -  Médaille de bronze par équipes aux championnats d'Asie d'escrime 2017 à Hong Kong
  -  Médaille de bronze par équipes aux championnats d'Asie d'escrime 2015 à Singapour
  -  Médaille de bronze par équipes aux championnats d'Asie d'escrime 2014 à Suwon